# Matteo Dall'Osso
Matteo Dall'Osso (Bologna, 18 maggio 1978) è un politico e attivista italiano.

## Biografia
Affetto da sclerosi multipla dal 1997, Dall'Osso si è laureato in Ingegneria elettronica nel 2003 a Bologna discutendo la tesi di laurea "Progetto di un blocco di commutazione per un sistema di interconnessioni per multiprocessori su singolo chip", per poi trascorrere un periodo in Germania come ricercatore.

### Elezione a deputato
Alle elezioni politiche del 2013 viene eletto deputato della XVII legislatura della Repubblica Italiana nella circoscrizione XI Emilia Romagna per il Movimento 5 Stelle. Dal 7 maggio 2013 è membro della XII commissione parlamentare (affari sociali).
Alle successive elezioni politiche del 2018 è stato rieletto nel collegio plurinominale Emilia-Romagna - 03. Il 7 dicembre 2018, dopo il respingimento di un suo emendamento per potenziare il fondo per i disabili, ha lasciato il Movimento 5 Stelle ed è entrato in Forza Italia.
Il 27 maggio 2021 ha aderito a Coraggio Italia, il nuovo partito fondato dal sindaco di Venezia Luigi Brugnaro insieme al presidente della Liguria Giovanni Toti e a numerosi parlamentari di diversa provenienza (M5S, Forza Italia, Cambiamo!-Popolo Protagonista, Lega e Centro Democratico). Il 18 novembre dello stesso anno è diventato coordinatore di Coraggio Italia per la città metropolitana di Bologna.
Il 29 gennaio 2022 è rientrato in Forza Italia, salvo abbandonare nuovamente il partito il 13 settembre. Ha concluso il proprio mandato parlamentare nell'ottobre successivo.